# São João Batista (Maranhão)
São João Batista – miasto i gmina w Brazylii leżące w stanie Maranhão. Gmina zajmuje powierzchnię 690,683 km². Według danych szacunkowych w 2016 roku miasto liczyło 20 272 mieszkańców. Usytuowane jest w głębi zatoki Baía de São Marcos, na południowy zachód od stolicy stanu, miasta São Luís, oraz około 1700 km na północ od Brasílii, stolicy kraju. W pobliżu położone są jeziora Lagoa das Itãs oraz Lago Coqueiro. 
W 2014 roku wśród mieszkańców gminy PKB per capita wynosił 5001,89 reais brazylijskich.